# Ricreazione
In ambito scolastico, la ricreazione o intervallo è una pausa tra due periodi consecutivi di lezione.

## Definizione
L'intervallo, la cui durata ordinaria è di 15 minuti oppure 10, ha luogo tra la fine di una lezione e l'inizio della successiva. In questo periodo di pausa, allo studente è permesso: rilassarsi, consumare cibi o bevande, lasciare l'aula, giocare e socializzare con i compagni, usufruire dei servizi igienici.
La ricreazione non va confusa con l'ora del pranzo, che è invece una pausa tra le lezioni mattutine e pomeridiane. In base all'orario scolastico, possono essere previsti anche due intervalli.
(American Academy of Pediatrics, The Crucial Role of Recess in School, 2013)

## Giurisdizione italiana
Spesso considerata alla stregua di un «diritto» per gli studenti, la ricreazione è disciplinata dal decreto legislativo 297 del 16 aprile 1994 (articolo 10, comma 3, lettera A): viene infatti specificato che essa è conteggiata nell'orario scolastico. Ai docenti spetta inoltre il compito di vigilare sugli studenti per la sua durata, al fine di evitare danni a persone o cose.

## Nella cultura di massa
- Quelli dell'intervallo è una serie tv sitcom basata sulle vicende degli studenti di una scuola durante la ricreazione.[10]